# Hemiboea gracilis
Hemiboea gracilis är en tvåhjärtbladig växtart som beskrevs av Adrien René Franchet. Hemiboea gracilis ingår i släktet Hemiboea och familjen Gesneriaceae.

## Underarter
Arten delas in i följande underarter:
- H. g. gracilis
- H. g. pilobracteata